# Anders Mauritzson
Anders Wilhelm Mauritzson, född den 26 augusti 1827 i Vinslövs socken, Kristianstads län, död den 4 juli 1902 i Balkåkra församling, Malmöhus län, var en svensk präst. Han var svärfar till Andreas Forkman.
Mauritzson blev student vid Lunds universitet 1847. Han prästvigdes 1855. Mauritzson blev kyrkoherde i Balkåkra pastorat 1865. Han var kontraktsprost 1880–1899. 
Mauritzson blev inspektor för Ystads lägre allmänna läroverk 1894. Han utgav tal och predikningar.